# ناناكو ماتسوشيا
ناناكو ماتسوشيا (باليابانية: 松嶋菜々子 ) (و. 1973  م) هي عارضة أزياء، وعارضة، وممثلة أفلام يابانية، ولدت في يوكوهاما.
.

## وصلات خارجية
- ناناكو ماتسوشيا على موقع IMDb (الإنجليزية)
- ناناكو ماتسوشيا على موقع ألو سيني (الفرنسية)
- ناناكو ماتسوشيا على موقع أول موفي (الإنجليزية)
- ناناكو ماتسوشيا على موقع قاعدة بيانات الفيلم (الإنجليزية)
- ناناكو ماتسوشيا على موقع كينوبويسك (الروسية)